# イーフロンティア
株式会社イーフロンティア（英: e frontier, inc.）は、かつて存在したソフトウェア・ハードウエア・コンテンツサービスを行う企業。本社を東京都港区南青山に置いていた。
思考ゲーム『AI』シリーズなどの老舗ブランドを傘下に収めるほか、多数のコンピュータグラフィックスや音楽制作等のクリエイティブツール、ユーティリティ、教材、ゲームソフト等の販売元であった。

## 概要
1999年設立のソフトウエア IT機器ベンダー。取扱製品はCGソフトウエアを中心にクリエイター向け製品が主力。その他AI将棋などロングセラー製品もある。
2014年12月に民事再生法の適用を申請し、翌年5月に再生計画が認可され、事業を継続。2017年10月からネクスグループの子会社となった。2022年9月以降は、株式会社ピアズ イーフロンティア事業部として存続している。

## 歴史
- 1999年（平成11年）7月13日 - 設立。テライユキやフェイフェイ（飛飛）など美少女CGデータの制作プロデュース、また「頭文字D 高橋涼介のタイピング最速理論」やザク打、浜崎あゆみを起用したA-TYPE、小林克也のイーアメリカンなどコンテンツを活用したソフトウエアの企画開発を中心に活動を開始。
- 2002年（平成14年）- 月刊誌MACLIFEを発行していた出版社ビー・エヌ・エヌの営業権譲渡を受け、ビー・エヌ・エヌ新社を設立。
- 2003年（平成15年）- 中国上海にe-frontier Shanghaiを設立。Shade事業を継承。AQUAZONE　事業継承。Poser開発の米Curious Labsを買収し、e-frontier America,Inc.を発足。
- 2004年（平成16年）- 筆王やAI将棋などを開発するアイフォーを子会社化。
- 2005年（平成17年）- メガチップスの子会社・メガフュージョンから音楽ソフト事業のカメオインタラクティブを買取。
- 2007年（平成19年）- 国内外のグループ会社をイーフロンティアに統合整理。
- 2010年（平成22年）- modo、米LightWave 3Dの販売を開始。
- 2011年（平成23年）- Slingboxの日本国内での販売を開始。
- 2013年（平成25年）- マルク・カルプレスへShadeの開発事業を売却。
- 2014年（平成26年）12月12日 - 東京地裁へ民事再生法の適用を申請。
- 2015年（平成27年）5月 - 民事再生計画案が認可。
- 2016年（平成28年）- ネクスグループの子会社となる。
- 2018年（平成30年）- Other World Computing,Inc.（OWC）と提携し、OWC製品の販売を開始。のち2023年11月30日で解消[2]。
- 2020年（令和2年）- クシムの子会社となる。
- 2022年（令和4年）
  - 5月 - 株式会社ピアズの連結子会社となり、株式会社メタライブに社名変更。
  - 9月 - ピアズに吸収合併され、会社としては消滅[1]。以降は、同社イーフロンティア事業部となる。

## 主な製品やサービス
- CGツール：vue、modo、LightWave、Cinema4D、iClone
- ゲーム：AI将棋、AI麻雀、AI囲碁
- ソフトウエア：ダウンロードninja MacDrive  IBM desktop on call
  - EaseUS シリーズ（Data Recovery Wizard、Todo backup、パーティションマスター、EIOffice等）
- IT機器：OWC（Thunderbolt 3 Dock、Mercury Helios、Aura SSDs、ThunderBlade、ThunderBay等）
- 開発：AIシステム、VR関連コンテンツ、ゲーム、ソフトウエアユーティリティ、動画配信ソリューション